# Kees Paling
Kornelis Marinus (Kees) Paling (Utrecht, 15 juni 1954) is een Nederlands schrijver, journalist, communicatie-adviseur en coach. Hij beschouwt zichzelf als generalist met een brede belangstelling, wat zich weerspiegelt in de vele thema's en onderwerpen in zijn werk. Kees M. Paling is getrouwd en heeft twee kinderen.

## Levensloop
Paling studeerde Cultuursociologie aan de Universiteit Utrecht en vervulde zijn militaire dienstplicht als reserve-officier/studiebegeleider aan de Koninklijke Militaire Academie te Breda. Hij is sinds 1981 werkzaam bij de rijksoverheid.
Sinds 1980 publiceerde hij een duizendtal artikelen in dag-, week- en vakbladen zoals NRC Handelsblad, de Volkskrant, Utrechts Nieuwsblad, Leeuwarder Courant, Intermediair, Elsevier, Juist en De Groene Amsterdammer.
Hij schreef een aantal boeken over zeer uiteenlopende onderwerpen, over onder andere de rol van media in ons wereldbeeld, de geschiedenis van Pruisen, het Millennium en het Fin de Siecle, de Canon van de Nederlandse militaire geschiedenis, het hoe en wat van leerproblemen en de staatsgreep van de Oranjes. Daarnaast leverde hij bijdragen aan bundels over communicatie, het millennium en speculatieve geschiedenis (wat als...). Hij was co-editor van The European Challenge.
Als copywriter schreef hij corporate brochures voor onder andere KPN Risicom, Nederland/Haarlem, Coseco, Metaal Recycling Federatie en Rembrandthuis.